# Виал, Мануэль Камило
Мануэль Камило Виал (исп. Manuel Camilo Vial; 20 марта 1804, Вальпараисо — 20 февраля 1882, там же) — чилийский политический, государственный и дипломатический деятель, министр, сенатор, прокурор Верховного суд, юрист, педагог.

## Биография
Сын юриста. До 1835 года изучал право в Королевском университете Сан-Фелипе в Сантьяго. В 1827—1833 годах обучался в Академии права и судебной практики.
Избирался депутатом Великого учредительного конвента 1832 года. Секретарь Государственного совета с 1833 по 1840 год.
В 1844 году был назначен полномочным послом Чили в Перу. Временный поверенный в делах Чили в Боливии.
В 1846—1849 годах занимал пост министра финансов Чили, одновременно был министром внутренних и иностранных дел. Наряду с двумя упомянутыми министерствами также был исполняющим обязанности министра юстиции, по делам религии и общественного образования, военного министра. временным руководителем казначейства.
Из-за разногласий в правительстве в 1849 году был отстранен от должностей. Затем, объединил парламентариев и других недовольных властью людей, образовав в том же году Либеральную партию Чили.
Член и лидер Консервативной партии Чили. До 1855 года — лидер консервативной группы в составе парламента страны.
После работы в правительстве был государственным советником и прокурором Верховного суда. В 1863 году был назначен деканом юридического факультета Чилийского университета и занимал эту должность до 1869 года.
В 1864 году вернулся в парламент в качестве сенатора.